# Храпачи
Храпачи́ (укр. Храпачі) — село, входит в Белоцерковский район Киевской области Украины.
Население по переписи 2001 года составляло 467 человек. Почтовый индекс — 09134. Телефонный код — 4563. Занимает площадь 10 км². Код КОАТУУ — 3220488601.

## Местный совет
09134, Киевская обл., Белоцерковский р-н, с. Храпачи, ул. Молодёжная, 7

## История
Село Храпачи было в составе Гребенской волости Васильковского уезда Киевской губернии.
В селе была Михайловская церковь (в 1865 году священник — Федор Григорьевич Гирич).